# Perros callejeros
Perros callejeros (1977) es una película española dirigida por José Antonio de la Loma y protagonizada por Ángel Fernández Franco, alias El Torete. Fue la primera película de una trilogía dirigida en su totalidad por el mismo director. Las secuelas de Perros callejeros fueron Perros callejeros II (1979), Los últimos golpes de «El Torete» (1980) y Yo, “el Vaquilla” (1985)
Perros callejeros fue también la película que dio inicio al género cinematográfico conocido como cine quinqui.Curiosidad: Perros callejeros se basa en las andanzas de Juan José Moreno Cuenca alias El Vaquilla. Ángel Fernández Franco hizo en algunas escenas del Vaquilla y en otras de él mismo.
La parte final acaba con un trágico accidente de El Torete en el que en realidad no murió. Todos los personajes hacen de ellos mismos menos el Corneta que en la escena que le meten dos disparos representa la vez que le metieron un disparo a Angel Fernández Franco.
En la biografía "¡Dale caña, Torete! Vida de Ángel Fernández Franco" el escritor Marco Antonio López Vilaplana explica anécdotas del rodaje y del casting que se llevó a cabo por parte del director de la película. 
En 2024 la editorial Applehead Team Creaciones publicó el libro "Perros Callejeros, una película irrepetible" de Eduardo Conejero que cuenta con anécdotas del rodaje contadas por el propio equipo tanto técnico como artístico que trabajó en el mismo.

## Sinopsis
En un barrio obrero situado en las afueras de Barcelona, El Torete y sus amigos forman una pandilla de pequeños delincuentes cuya edad media ronda los quince años de edad.

## Reparto
| Actor                     | Personaje                    |
| ------------------------- | ---------------------------- |
| Ángel Fernández Franco    | El Torete                    |
| Nadia Windell             | Isabel                       |
| Christa Leem              | La Merche                    |
| Miguel Ugal Cuenca        | El Pijo                      |
| Jesús Miguel Martínez     | El Corneta                   |
| César Sánchez             | El Fitipaldi                 |
| Francisco Javier Sánchez  | El Chungo                    |
| Basilio Fernández Franco  | El Cornetilla                |
| Miguel Ángel Hernández    | El Bocas                     |
| Luis Martínez             | El Mosque                    |
| Manuel Sánchez            | El Piruli                    |
| Víctor Petit              | Manolo                       |
| Frank Braña               | El Esquinao                  |
| Xabier Elorriaga          | Padre Ignacio                |
| Marta Flores              | Familiar de Isabel           |
| Carlos Tristán            | Veterinario                  |
| Juan Patiño               | Inspector Soto               |
| Rebeca Romer              | Casilda                      |
| Carlos Lucena             | Comisario                    |
| Linda Lay                 | Víctima de violación         |
| Eva Lyberten              | Ceci                         |
| Ana Rottier               |                              |
| Juan Torres               | Funcionario del reformatorio |
| Juan Subatella            | Mariano                      |
| Javier de la Cima         | Hombre atracado              |
| Antonio Díaz del Castillo | Jefe de la policía municipal |
| Carlos Ibarzábal          | Conserje del reformatorio    |
| Florencio Calpe           | Juez                         |
| José María Cases          |                              |
| Gaspar «Indio» González   | Gitano                       |
| Juan Viñallonga           | Víctima de robo              |
| Antonio Sarrá             | Médico                       |
| Jaime Mir Ferry           | Pasiego                      |
| Juan Minguell             | Policía                      |
| Freddy Rippers            | Guarda del banco             |
| Rosa Gil                  |                              |
| Alfonso Zambrano          | Inspector de policía         |
| Alberto Díaz              |                              |
| Carlos Martos             | Inspector de policía         |
| Joaquín Cardona           | Enfermero                    |
| José Antonio Vila Salo    |                              |
| Adolfo Batista            |                              |